# Decyzja (Unia Europejska)
Decyzja – jeden z aktów prawnych wydawanych przez instytucje Unii Europejskiej – Radę, Komisję i Parlament Europejski, akt stosowania prawa wspólnotowego o charakterze indywidualnym. Czasami decyzje mają zastosowanie do wszystkich państw członkowskich UE. Decyzje co do zasady nie zawierają norm o charakterze generalnym i abstrakcyjnym.
Decyzje podjęte wspólnie przez Parlament Europejski i Radę ogłaszane są w Dzienniku Urzędowym Unii Europejskiej i wchodzą w życie w terminie przez nie wskazanym lub dwudziestego dnia od ogłoszenia.